# Peter Struck
Peter Struck, nemški odvetnik in politik, * 24. januar 1943, Göttingen, † 19. december 2012, Berlin.
Od leta 1980 do leta 2009 je bil član Bundestaga. Med letoma 2002 in 2005 je bil minister za obrambo Nemčije.